# Religija u Meksiku
Religija u Meksiku (Popiz iz 2010)
Katolicizam je dominantna religija u Meksiku. Po popisu iz 2010. godine, katolički vernici čine oko 82,7% ukupnog stanovništva. Poslednjih decenija broj katolika opada, usled rasta ostalih hrišćanskih denominacija - posebno različitih protestantskih crkava, Jehovinih svedoka i mormonizma - koji sada čine 9,7% stanovništva i nehrišćanske religije. Konverzija u nekatoličke veroispovesti bila je znatno niža nego u Centralnoj Americi, a centralni Meksiko je i dalje jedno od najkatoličkijih područja na svetu.
Meksiko je sekularna država i od sredine XIX veka dozvoljava slobodu veroispovesti. Glavne protestantske konfesije i otvorena praksa judeizma ustoličile su se u zemlji tokom te ere. Savremeni rast primećen je u evanđeoskom protestantizmu, mormonizmu i u etničkim religijama, poput Meksikojotla. Budizam i islam su slabo zastupljeni i njihovi vernici su uglavnom imigranti ili su postali vernici preobraćenjem.

## Religija i država
Meksički ustav iz 1917. godine nametnuo je ograničenja Rimokatoličkoj crkvi u Meksiku i kodifikovao mešanje države u verska pitanja. Vlada ne daje novčane priloge verskim institucijama, niti Rimokatolička crkva učestvuje u javnom obrazovanju. Božić je nacionalni praznik i svake godine tokom Uskrsa i Božića sve škole u Meksiku, kako javne tako i privatne, šalju svoje učenike na raspust.
Ustavne izmene iz 1992. godine donele su veliki preokret u odnosu crkve i države. Ukunuta su gotovo sva ograničenja na religije, uključujući dodeljivanje pravnog statusa svim verskim grupama. Crkvena imovina je ograničena a ograničenje u broju sveštenika u državi je ukinuto. Sve do nedavno sveštenici nisu imali biračko pravo, a ni sada ne mogu da budu birani na javnu funkciju.

## Avramske religije

### Hrišćanstvo
Katolička crkva u Meksiku je, istorijski gledano, najstarija hrišćanska crkva, osnovana početkom XVI veka. U vreme sticanja državne nezavisnosti, katolička crkva je zadržala status jedine priznate crkve u državi. Sredinom devetnaestog veka meksički liberali umanjili su položaj crkve, a protestantski misionari, uglavnom iz Sjedinjenih Američkih Država, legalno su se evangelizovali u Meksiku. Početkom XX veka, u državi su se razvile i druge hrišćanske zajednice. Sa rastom imigracije sa Bliskog Istoka, porastao je i broj pripadnika istočne katoličke crkve. Evangeličke protestantske crkve značajno su proširile svoj domet s kraja dvadesetog veka

#### Katolicizam
Katolici čine 82,7%  ukupnog stanovništva, u odnosu na 96%, koliko ih je bilo 1970. godine. The number of Mexican Catholics has fallen by 5% in the first decade of the 21st century and in the south-east Catholics make up less than two-thirds of the population. Broj meksičkih katolika opao je za 5% u prvoj deceniji 21. veka, a na jugoistoku katolici čine manje od dve trećine stanovništva. U apsolutnom broju, Meksiko ima 84.217.138 katolika, što je druga država sa po broj katolika na svetu, koju je nadmašio samo Brazil.
Meksikanci su, u večini slučajeva, nominalno katolici, a neki kombinuju ili sinkretizuju katoličke prakse sa domaćim tradicijama. Na poluostrvu Jukatan pojedini pripadnici naroda Maja još uvek praktikuju tradicionalna verovanja svojih predaka, a da nisu sintetizovani sa hrišćanstvom. Ista je praksa i sta sa narodom Vikarika iz Haliska i Najarita.
U Meksiku se održavaju velike svečanosti povodom proslave hrišćanskih praznika Bogojavljenja (6. januara) (шп. Día de los Reyes Magos), Dana svih svetih (1. novembra), Dana svih duša ili Dana mrtvih (2. novembra) (шп. Día de los fieles difuntos), i praznik Gospe od Guadalupe (12. decembra). Iako je praznovanje ovih datuma veoma zastupljeno, ovi praznici nisu državni, dok se Božić slavi i kao verski i kao državni praznik.

#### Istočno katoličanstvo u Meksiku
Postoje i posebne jurisdikcije za određene istočne crkve u okviru Katoličke crkve u Meksiku:
- Eparhija Blažene Device Marije libanskih mučenika u Meksiko Sitiju[11]
- Eparhija Melkitske grkokatoličke crkve Nuestra u Meksiku Sitiju[11]
- Jermenski katolički apostolski egzarhat Latinske Amerike i Meksika

#### Protestantizam
Oko 11% stanovništva (6.160.000 ljudi starijih od 5 godina, prema popisu stanovništva iz 2000. godine, uključujući Jehovine svedoke i mormone za koje se obično smatra da nisu protestanti i da su deo Restoracionizma ili pojedinih hrišćanskih ogranaka) su protestanti, od kojih su pentakostalci i harizmatičari najveća grupa. Anglikansku zajednicu predstavlja Anglikanska crkva u Meksiku.
Protestantizam je najzastupljeniji u mestima gde je uticaj katoličke crkve slab, i čine preko 10% stanovništva u četiri države koje se graniče sa jako protestantskom Gvatemalom: Kampeče, Čijapas, Kintana Ro i Tabasko. Takođe je zastupljen u meksičkim državama koje se graniče sa američkom državom Teksas, iako je prema nedavnom istraživanju protestantizam - u zemlji kao celini - opao sa 10% na 6%.
Ranije je protestantizam bio u porastu, jer nudi manje legalističku i hijerarhijsku verziju hrišćanstva.

#### Pravoslavlje
Pravoslavna crkva je slabo zastupljena u Meksiku i njeni vernici su uglavnom rođeni u inostranstvu.

#### Adventista sedmog dana
Takođe postoji određeni broj (488.946 ljudi) vernika Hrišćanske adventističke crkve.

#### Jehovini svedoci
Nacionalni popis stanovništva iz 2000. godine pokazao je da u Meksiku ima više od milion Jehovinih svedoka. Prema službenim podacima Jehovinih svedoka iz 2014. godine, u verskom propovedanju je učestvovalo preko 800.000 članova.

## Podaci iz popisa
| Religija                       | Broj       | Procenat |
| ------------------------------ | ---------- | -------- |
| Katolici                       | 92.924.489 | 82,72    |
| Anabaptisti/Menoniti           | 10.753     | 0,01     |
| Baptisti                       | 252.874    | 0,23     |
| Crkva Nazarećanina             | 40.225     | 0,04     |
| Metodisti                      | 25.370     | 0,02     |
| Prezviterijanstvo              | 437.690    | 0,39     |
| Drugi istorijski protestanti   | 53.832     | 0,05     |
| Pentekostalizam                | 1.782.021  | 1,59     |
| Druge crkve evangelizama       | 5.783.442  | 5,15     |
| Hrišćanska adventistička crkva | 661.878    | 0,59     |
| Mormoni                        | 314.932    | 0,28     |
| Jehovini svedoci               | 1.561.086  | 1,39     |
| Istočne religije               | 18.185     | 0,02     |
| Judeizam                       | 67.476     | 0,06     |
| Islam                          | 3.760      | < 0,01   |
| Etničke religije               | 27,839     | 0.02     |
| Spirituizam                    | 35.995     | 0,03     |
| Ostale religije                | 19.636     | 0,02     |
| Bez religije                   | 5.262.546  | 4,68     |
| Neodređeno                     | 3.052.509  | 2,72     |
| Napomena 1. 2. 3.              |            |          |

| Države                   | Katolici | Protestanti and Evangelisti | Ostali hrišćani | Jevreji | Ostalo | Bez religije | Neodređeno |
| ------------------------ | -------- | --------------------------- | --------------- | ------- | ------ | ------------ | ---------- |
| Agvaskalijentes          | 95,6%    | 1,9%                        | 0,7%            | <0,1%   | 0,1%   | 0,8%         | 0,7%       |
| Donja Kalifornija        | 81,4%    | 7,9%                        | 2,7%            | <0,1%   | 0,2%   | 6,2%         | 1,6%       |
| Južna Donja Kalifornija  | 89,0%    | 4,0%                        | 1,9%            | <0,1%   | 0,2%   | 3,6%         | 0,1%       |
| San Fransisko de Kampeče | 71,3%    | 13,2%                       | 4,7%            | <0,1%   | 1,7%   | 9,9%         | 0,8%       |
| Čijapas                  | 63,8%    | 13,9%                       | 9,0%            | <0,1%   | <0,1%  | 13,1%        | 1,2%       |
| Čivava                   | 84,6%    | 7,1%                        | 2,0%            | <0,1%   | 0,1%   | 5,1%         | 1,1%       |
| Koavila                  | 86,4%    | 6,8%                        | 1,8%            | <0,1%   | 0,1%   | 3,8%         | 1,1%       |
| Kolima                   | 93,0%    | 2,9%                        | 1,4%            | <0,1%   | 0,1%   | 1,8%         | 0,8%       |
| Durango                  | 90,4%    | 3,9%                        | 1,8%            | <0,1%   | <0,1%  | 2,9%         | 0,9%       |
| Federalni distrikt       | 90,5%    | 3,6%                        | 1,3%            | 0,2%    | 0,8%   | 2,9%         | 0,7%       |
| Gvanahuato               | 96,4%    | 1,3%                        | 0,7%            | <0,1%   | 0,1%   | 0,7%         | 0,7%       |
| Gerero                   | 89,2%    | 4,4%                        | 2,0%            | <0,1%   | 0,4%   | 3,1%         | 0,9%       |
| Idalgo                   | 90,1%    | 5,2%                        | 1,3%            | <0,1%   | 0,4%   | 1,6%         | 0,7%       |
| Halisko                  | 95,4%    | 2,0%                        | 0,9%            | <0,1%   | <0,1%  | 0,9%         | 0,7%       |
| Meksiko                  | 91,2%    | 3,8%                        | 1,6%            | 0,1%    | 0,7%   | 1,8%         | 0,8%       |
| Mičoakan                 | 94,8%    | 1,9%                        | 1,1%            | <0,1%   | 0,2%   | 1,3%         | 0,8%       |
| Morelos                  | 83,6%    | 7,3%                        | 3,1%            | 0,1%    | 0,5%   | 4,3%         | 1,0%       |
| Najarit                  | 91,8%    | 3,0%                        | 1,3%            | <0,1%   | 0,2%   | 2,9%         | 0,7%       |
| Novi Leon                | 87,9%    | 6,2%                        | 2,0%            | <0,1%   | 0,1%   | 2,8%         | 0,9%       |
| Oahaka                   | 84,8%    | 7,8%                        | 2,3%            | <0,1%   | 0,2%   | 4,0%         | 0,9%       |
| Puebla                   | 91,6%    | 4,3%                        | 1,4%            | <0,1%   | 0,4%   | 1,4%         | 0,8%       |
| Keretaro                 | 95,3%    | 1,9%                        | 0,9%            | <0,1%   | 0,2%   | 0,9%         | 0,8%       |
| Kintana Ro               | 73,2%    | 11,2%                       | 4,6%            | <0,1%   | 0,2%   | 9,6%         | 1,1%       |
| San Luis Potosi          | 92,0%    | 4,6%                        | 1,0%            | <0,1%   | 0,2%   | 1,5%         | 0,7%       |
| Sinaloa                  | 86,8%    | 2,9%                        | 2,0%            | <0,1%   | <0,1%  | 7,1%         | 1,0%       |
| Sonora                   | 87,9%    | 4,8%                        | 1,8%            | <0,1%   | <0,1%  | 4,4%         | 1,1%       |
| Tabasko                  | 70,4%    | 13,6%                       | 5,0%            | <0,1%   | <0,1%  | 10,0%        | 0,8%       |
| Tamaulipas               | 82,9%    | 8,7%                        | 2,4%            | <0,1%   | 0,2%   | 4,9%         | 1,0%       |
| Tlaskala                 | 93,4%    | 2,9%                        | 1,4%            | <0,1%   | 0,4%   | 1,0%         | 0,9%       |
| Verakruz                 | 82,9%    | 6,9%                        | 3,3%            | <0,1%   | 0,2%   | 5,9%         | 0,8%       |
| Jukatan                  | 84,3%    | 8,4%                        | 3,0%            | <0,1%   | 0,1%   | 3,5%         | 0,8%       |
| Zakatekas                | 95,1%    | 1,9%                        | 1,0%            | <0,1%   | <0,1%  | 1,1%         | 0,8%       |
|                          |          |                             |                 |         |        |              |            |
| Ukupno u Meksiku         | 87,99%   | 5,20%                       | 2,07%           | 0,05%   | 0,31%  | 3,52%        | 0,86%      |

## Napomene
1. ↑  „Censo de Población y Vivienda 2010 – Cuestionario básico”. INEGI. Приступљено 4. 3. 2011.
2. ↑  „CIA – The World Factbook – Mexico”. Cia.gov. Приступљено 20. 3. 2020.
3. ↑  Yolotl González Torres. . „The Revival of Mexican Religions: The Impact of Nativism”. Numen. 43 (1). (Jan. 1996), pp. 1–31
4. ↑  Zotero Citlalcoatl. AMOXTLI YAOXOCHIMEH.
5. ↑  „Mexico”. International Religious Report. U.S. Department of State. 2003. Приступљено 4. 10. 2007.
6. 1 2 3 4  „Religion” (PDF). Censo Nacional de Población y Vivienda 2000. INEGI. 2000. Архивирано из оригинала (PDF) 25. 9. 2007. г. Приступљено 4. 10. 2007.
7. ↑  „Church attendance”. World Values Survey. 1997.
8. 1 2 3 4  “Religion in Mexico: Where angels fear to tread: Evangelicals are swooping on long-ignored regions”, The Economist, dated 24 March 2012.
9. ↑  „Religión”. INEGI.org (на језику: шпански). 2010. Приступљено 21. 7. 2019.
10. ↑  „The Largest Catholic Communities”. Adherents.com. Архивирано из оригинала 21. 03. 2020. г. Приступљено 10. 11. 2007.
11. 1 2  „RITOS” [Rites]. Misas.org (на језику: шпански). Архивирано из оригинала 22. 07. 2019. г. Приступљено 21. 7. 2019.
12. ↑  Latinobarometro, religious stats on Mexico, 2017
13. ↑  „Religion in Mexico: Staying alive, Mexicans are increasingly turning away from the Catholic church”. The Economist. Mexico City. 25. 7. 2002. Приступљено 7. 11. 2012.
14. ↑  2015 Yearbook of Jehovah's Witnesses. Watch Tower Society. 1966-01-01. стр. 182.
15. ↑  Panorama de las religiones en México 2010 (PDF). Instituto Nacional de Estadística y Geografía. стр. 3. Архивирано из оригинала (PDF) 21. 10. 2015. г. Приступљено 28. 12. 2014.

## Dodatna literatura
- Dow, James W. (2005). „The Expansion of Protestantism in Mexico: An Anthropological View”. Anthropological Quarterly. 78 (4): 827—851. JSTOR 4150963. doi:10.1353/anq.2005.0054.

## Bibliografija
P. J. A. Romero, S. J. (1953). Directorio de la Iglesia en México. Segunda parte: Religiosos y Religiosas. México, D. F.: Buena Prensa (ejemplar 197, 200 pp.).

## Spoljašnje veze
- Religija u Meksiku

- «An Overview of Mexican Religion: From Ancient Beliefs to Mexican Religion Today» (en inglés). Facts About Mexico.com
- «„Religiones más practicadas en México”. Архивирано из оригинала 14. 10. 2018. г.».